# بخش ماریون (شهرستان هاکینگ، اوهایو)
بخش ماریون (به انگلیسی: Marion Township) یک منطقهٔ مسکونی در ایالات متحده آمریکا است که در شهرستان هوکینگ، اوهایو واقع شده‌است.
 بخش ماریون ۹۶٫۷ کیلومتر مربع مساحت و ۲٬۴۶۳ نفر جمعیت دارد و ۲۹۷ متر بالاتر از سطح دریا واقع شده‌است.